# Accalathura crenulata
Accalathura crenulata är en kräftdjursart som först beskrevs av Richardson 1901.  Accalathura crenulata ingår i släktet Accalathura och familjen Leptanthuridae.
Artens utbredningsområde är Mexikanska golfen. Inga underarter finns listade i Catalogue of Life.